# 중도우파 연합
중도우파 연합(이탈리아어: Coalizione di centro-destra, 영어: Centre-right coalition)은 극우 정당들이 주도하는 이탈리아의 보수주의 정당들의 정당 연합이다. 2022년 이탈리아 총선에서 승리하여 정권을 잡았다.

## 2008년총선
중도우파 연합 정당인 자유의 집이 해산되면서 전진이탈리아와 국가동맹 당이 합당이 되면서 자유민중이란 정당을 세우게 되었고 또한 지역주의 정당인 북부동맹과 제휴를 맺게 되었다. 2008년 이탈리아 총선 당시  실비오 베를루스코니의 산하에 다음과 같은 정당이 연합했다.
| 정당                     | 이념         | 대표                |
| ------------------------ | ------------ | ------------------- |
| 자유민중 (PdL)           | 자유보수주의 | 실비오 베를루스코니 |
| 북부동맹 (LN)            | 지역주의     | 움베르토 보시       |
| 자율성을 위한 운동 (MpA) | 지역주의     | 라파엘레 롬바르도   |

## 2013년총선
2013년 이탈리아 총선 당시 다음과 같은 정당이 제휴를 했다.
| 정당                     | 이념              | 대표                  |
| ------------------------ | ----------------- | --------------------- |
| 자유민중 (PdL)           | 자유보수주의      | 실비오 베를루스코니   |
| 북부동맹 (LN)            | 사회보수주의      | 로베르토 마로니       |
| 이탈리아의 형제 (FdI)    | 국민보수주의      | 조르자 멜로니         |
| 이탈리아 우익당 (LD)     | 이탈리아 민족주의 | 프란시스코 스토레이스 |
| 자율성을 위한 운동 (MpA) | 지역주의          | 라파엘레 롬바르도     |
| 대남당 (GS)              | 지역주의          | 잔프란코 미클체       |
| 연금당 (PP)              | 연금이익          | 카를로 파투초         |
| 온건혁명당 (MiR)         | 기독교 민주주의   | 기안피에로 사모리     |

## 현재 제휴중인 정당
| 정당                    | 이념                                 | 대표                  |
| ----------------------- | ------------------------------------ | --------------------- |
| 북부동맹 (LN)           | 사회보수주의, 우익대중주의, 지역주의 | 마테오 살비니         |
| 살비니를 위하여 (NcS)   | 사회보수주의, 우익대중주의, 지역주의 | 마테오 살비니         |
| 포르차 이탈리아 (FI)    | 자유보수주의, 우익대중주의           | 실비오 베를루스코니   |
| 이탈리아의 형제들 (FdI) | 국민보수주의, 우익대중주의           | 조르자 멜로니         |
| 이탈리아 우익당 (LD)    | 이탈리아 민족주의                    | 프란시스코 스토레이스 |

## 역대 선거결과

### 이탈리아 의회
| 이탈리아 하원 |                 |        |           |     |                     |
| 선거          | 합계            | 득표율 | 의석      | +/– | 대표                |
| 2008년        | 17,064,506 (#1) | 46.8   | 344 / 630 | –   | 실비오 베를루스코니 |
| 2013년        | 9,923,109 (#2)  | 29.2   | 126 / 630 | 218 | 실비오 베를루스코니 |
| 2018년        | 12,164,732 (#1) | 37.0   | 265 / 630 | 139 | 마테오 살비니       |

| 이탈리아 상원 |                 |        |           |     |                     |
| 선거          | 합계            | 득표율 | 의석      | +/– | 대표                |
| 2008년        | 15,508,899 (#1) | 47.3   | 174 / 315 | –   | 실비오 베를루스코니 |
| 2013년        | 9,405,679 (#2)  | 30.7   | 118 / 315 | 56  | 실비오 베를루스코니 |
| 2018년        | 11,340,602 (#1) | 37.5   | 135 / 315 | 17  | 마테오 살비니       |